# Stidsvig
Stidsvig är en tidigare tätort i norra delen av Klippans kommun i Skåne län. Vid 2015 års tätortsavgränsning hade bebyggelsen vuxit samman med Östra Ljungbys tätort.
Stidsvig hette Håkantorp tills orten blev en station på Skåne-Smålands Jernväg, och måste byta namn p.g.a. att Håkantorp station redan fanns.
Motorvägen på E4:an går förbi Stidsvig.
Stidsvig var före 1684 tingsplats för Norra Åsbo härad.

## Befolkningsutveckling
| Befolkningsutvecklingen i Stidsvig 1960–2010 | Befolkningsutvecklingen i Stidsvig 1960–2010 | Befolkningsutvecklingen i Stidsvig 1960–2010 | Befolkningsutvecklingen i Stidsvig 1960–2010 | Befolkningsutvecklingen i Stidsvig 1960–2010 |
| -------------------------------------------- | -------------------------------------------- | -------------------------------------------- | -------------------------------------------- | -------------------------------------------- |
|                                              |                                              |                                              |                                              |                                              |
| År                                           |                                              |                                              | Folkmängd                                    | Areal (ha)                                   |
| 1960                                         | 1960                                         |                                              | 497                                          |                                              |
| 1965                                         | 1965                                         |                                              | 487                                          |                                              |
| 1970                                         | 1970                                         |                                              | 470                                          |                                              |
| 1975                                         | 1975                                         |                                              | 705                                          |                                              |
| 1980                                         | 1980                                         |                                              | 766                                          |                                              |
| 1990                                         | 1990                                         |                                              | 846                                          | 114                                          |
| 1995                                         | 1995                                         |                                              | 806                                          | 114                                          |
| 2000                                         | 2000                                         |                                              | 755                                          | 115                                          |
| 2005                                         | 2005                                         |                                              | 730                                          | 116                                          |
| 2010                                         | 2010                                         |                                              | 754                                          | 118                                          |
| Anm.: Sammanvuxen med Östra Ljungby 2015.    |                                              |                                              |                                              |                                              |

## Näringsliv
I Stidsvig finns bland annat världens största gelatinfabrik, Gelita Sweden (före detta Extraco – fram till 1968 Stidsvigs limfabrik) som tillverkar gelatin av grissvål
och inte slakteriavfall.